# 대중교통 시간표

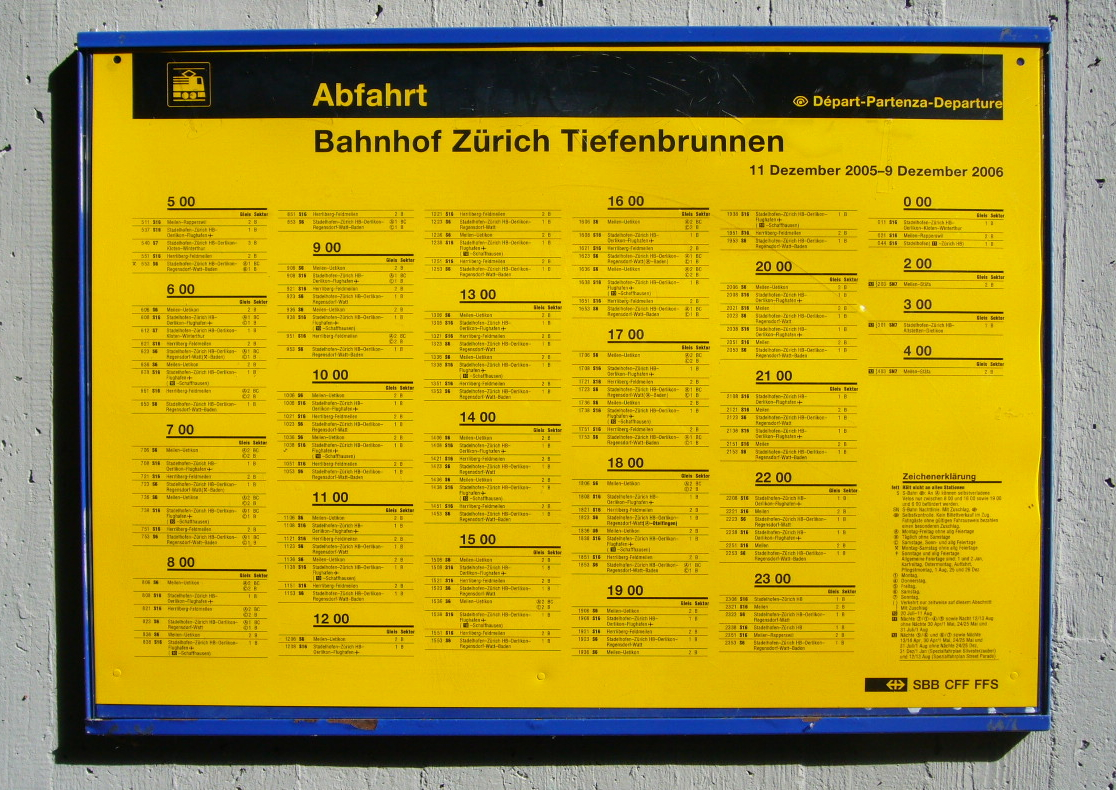
취리히 티펜브루넨역(Zürich Tiefenbrunnen)의 노란색 포스터(유럽에서 흔히 볼 수 있음) 형태의 열차 출발 목록

대중교통 시간표(public transport timetable) 또는 시간표, 북아메리카 영어에서는 스케줄(schedule)는 대중교통 서비스 시간에 대한 정보를 명시한 문서이다. 승객의 여행 계획을 돕기 위한 공개 시간표와 직원에게 알리는 내부 시간표가 모두 존재한다. 일반적으로 시간표에는 서비스가 지정된 위치에 도착하고 출발하도록 예정된 시간이 나열된다. 특정 위치에서의 모든 이동, 특정 경로 또는 특정 정류장에서의 모든 이동을 표시할 수 있다. 전통적으로 이 정보는 전단지나 포스터와 같은 인쇄된 형태로 제공되었다. 이제는 다양한 전자 형식으로도 제공되는 경우가 많다.
2000년대에는 대중교통 경로 계획자/복합운송 여행 계획자가 급증했으며 여행자가 그럴 필요가 없도록 컴퓨터 프로그램이 모든 시간표를 확인하는 편리함을 여행자에게 제공했다.
시간표는 구체적으로 게시되지 않은 추상적 형태의 동일한 정보를 나타낼 수도 있다. (예시 표현: "새로운 시간표가 도입되었다.")